# Сумрачен патрул
„Сумрачен патрул“ (на руски: Сумеречный дозор) е фантастичен роман на руския писател Сергей Лукяненко. Това е третата книга от тетралогията след „Нощен патрул“ и „Дневен патрул“ и преди „Последен патрул“.
Както във всички предишни части от поредицата и „Сумрачен патрул“ е разделен на 3 части:
- Ничие време
- Ничие пространство
- Ничия сила

## Сюжет
Роденият като Човек не е способен да стане Различен. Така е било винаги. На това се крепи равновесието между Нощния и Дневния патрул, между Светлите и Тъмните магове. Но какво би се случило, ако някой разбере как да превръща в Различни съвсем обикновени хора? Ако Светлият маг Хесер и Тъмният маг Завулон бъдат принудени да работят заедно? Ако в елитния жилищен комплекс „Асол“, в едно малко подмосковско село и в бързия влак Москва – Алма Ата бъде поставено на карта самото съществуване на Различните... и хората?
| Предишна:     | Поредица:    | Следваща:       |
| ------------- | ------------ | --------------- |
| Дневен патрул | Нощен патрул | Последен патрул |